# Fawzia Koofi
Fawzia Koofi (persa: فوزیه کوفی)  (província de Badakhxan, 1975) és una activista pels drets de les dones i una política afganesa. El 2005 aconseguí un escó com a diputada i fou vicepresidenta de l'Assemblea Nacional de 2005 a 2014. Fou la primera dona que ocupà aquest lloc. El 2014 va presidir la Comissió de Dones, Societat Civil i Drets Humans de l'Assemblea. El 2019 creà el partit Moviment de Canvi per l'Afganistan. El 2020 és una de les cinc dones entre els 21 membres de l'equip governamental en les negociacions de pau intraafganes. Ha sofert dos atemptats, un el 2010 i el segon a l'agost de 2020, en què resultar ferida.

## Biografia
Naix en una família polígama de set dones. En un primer moment Koofi fou rebutjada pels seus pares a causa del seu sexe. Son pare, Abdul Rouf, membre del Parlament afganés, s'havia casat amb una dona més jove, i sa mare volia tenir un home per a mantenir l'afecte de l'espòs. El dia en què nasqué Fawzia, la deixaren al sol perquè morís.
Quan va créixer, aconseguí que els seus pares la duguessen a l'escola, i fou l'única xiqueta de la família que tingué aquesta oportunitat. Es graduà en la universitat amb un màster en administració i negocis. El seu pare, parlamentari durant 25 anys, va morir al final de la Primera Guerra afganesa (1979-1989), assassinat pels mujahidins.
Al principi Fawzia volia estudiar medicina; finalment, però, optà per les ciències polítiques.

### Trajectòria política
El 2001 comença la seua trajectòria política després de la caiguda dels talibans, promovent el dret a l'educació de les xiquetes en la campanya "Retorn a l'escola". Col·labora amb UNICEF de 2002 a 2004 com a Oficial de Protecció Infantil de grups vulnerables de persones desplaçades en el seu propi país, en la seua majoria dones i menors marginats, lluitant per a protegir-los de la violència, l'explotació i abús.

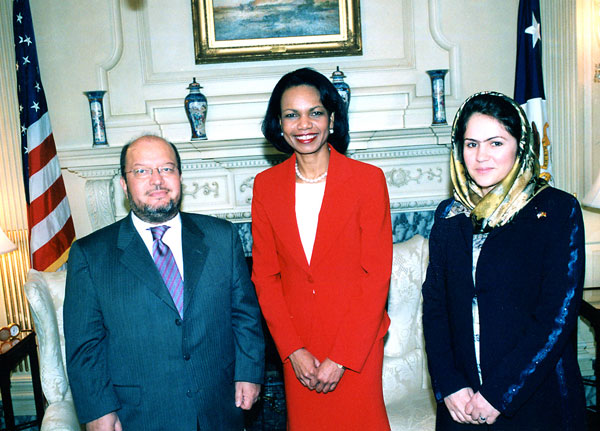
La secretària d'estat dels Estats Units Condoleezza Rice amb Fawzia Koofi i Sayed Hamed Gailani el 2006

En les eleccions parlamentàries del 2005, ix triada parlamentària en la Wolesi Jirga, la cambra baixa de l'Assemblea Nacional afganesa, pel districte de Badakshxan, a la part nord-est del país. És elegida portaveu i vicepresidenta de l'Assemblea Nacional, la primera dona a assumir la vicepresidència en la història d'Afganistan. Fou reelegida en les eleccions parlamentàries del 2010, formant part de les 69 dones de l'Assemblea.
En el Parlament, s'ha centrat en la defensa dels drets de les dones, i ha legislat per a la construcció de carreteres per a connectar llogarets remots amb centres educatius i de salut. El 2009 redactà la legislació sobre l'eliminació de la violència masclista contra la dona (EVAW). Signat com a decret, l'esborrany havia de ser votat per a ser un document oficial de la constitució. Es presentà al Parlament el 2013 i els membres conservadors el bloquejaren: afirmaren que els articles de la llei anaven en contra de l'islam. Així i tot, la llei s'està introduint en les 34 províncies d'Afganistan i els casos judicials s'estan resolent d'acord amb aquesta llei.
Tenia intenció de presentar-se a presidenta d'Afganistan en les eleccions presidencials afganeses del 2014 reivindicant la igualtat de drets entre homes i dones, l'educació universal i la lluita contra la corrupció política; la comissió electoral, però, establí la data de registre de candidatures l'octubre del 2013 i Fawzia no complia el requisit d'edat mínima de 40 anys.
El 2014 és reelegida com a membre del Parlament i assumeix la presidència de la Comissió de Dones, Societat Civil i Drets Humans d'Afganistan.
En les eleccions d'octubre del 2018 l'exclouen de les eleccions sota l'acusació de liderar "una milícia armada". «He consagrat la meua vida a lluitar contra aquests grups i a defensar els drets humans i els drets de les dones»: explica la seua sorpresa quan rep la informació que havia estat exclosa de les eleccions per aquesta acusació. Koofi ho denuncià com una decisió política, ètnica i sexista. Es convocaren manifestacions a la seua regió per a donar-li suport.
El 2019 crea el partit Moviment de Canvi per a l'Afganistan.
El 2020 forma part de les poques dones de la comissió governamental per a les negociacions de pau interafganeses.

### Intents d'assassinat
El 8 de març del 2010 sofreix un intent d'assassinat prop de Tora Bora, quan tornava d'un acte convocat en commemoració del Dia Internacional de les Dones.
El 15 d'agost del 2020 va patir un altre atemptat. El comboi amb què viatjava l'atacà de nit un grup armat al nord de Kabul, quan tornava de la província del nord de Parwan, informà en un comunicat el cap de l'equip negociador governamental, Masoum Stanekzai. Koofi resultà ferida en un muscle i en una mà. Els talibans negaren estar implicats en aquest segon intent d'assassinat. El 25 d'agost, sofreix un altre atemptat Saba Sahar, cineasta afganesa i subdirectora del departament de gènere de les forces especials de la policia de Kabul.

### Compromís amb els drets de les dones
Fauwzia Koofi té entre les seues prioritats la defensa dels drets de les dones afganeses.
Entre les causes per les quals lluita en l'Assemblea hi ha la millora de les condicions de vida de les dones a les presons afganeses, l'establiment d'una comissió per a combatre la violència -en concret la violència sexual masclista- contra menors, i l'esmena a la llei xiïta de l'estatut personal.
Ha promogut l'educació per a dones i xiquetes, advocant per l'accés a escoles de qualitat i creant oportunitats d'educació no formal a la província de Badakhxan. Mentre exercia com a vicepresidenta el 2005, Koofi recaptà fons privats per a la construcció d'escoles per a xiquetes en províncies remotes. El 2009, fou seleccionada com a Jove Líder Global pel Fòrum Econòmic Mundial.
El 2014, va visitar estudiants víctimes dels talibans i els va encoratjar a continuar amb la seua educació.

### Participació en les negociacions de pau intraafganeses
Fawzia Koofi és una de les cinc dones que formen part de l'equip de govern en les negociacions de pau afganeses a Qatar (2020), després de l'alliberament de presos talibans, un dels esculls que impedien l'inici de les converses. Els drets de les dones és un dels principals temes a tractar en la taula de negociació i una de les preocupacions del Govern i les activistes, que temen que la volta dels talibans al poder limite de nou els drets de les dones recuperats des del 2001, quan els talibans foren expulsats del govern.
Els talibans han insistit que ja no s'oposen a l'educació de les dones, però als territoris que encara controlen, segons l'ong Human Rights Watch, encara restringeixen l'accés de les xiquetes i dones a l'educació, i no es jutgen als tribunals els casos de violència masclista.
Des de la caiguda del règim talibà les dones afganeses milloraren l'accés al funcionariat, passant de zero a ocupar el 28% de llocs públics el 2019; i 3 milions i mig de xiquetes han tingut accés a l'escolarització, la qual cosa suposa el 38% de l'alumnat.

## Vida personal
Koofi estava casada amb Hamid, enginyer i professor de química. El seu matrimoni l'acordà la família, però ella no desaprovava l'elecció. Deu dies després de casar-se, els talibans arrestaren l'espòs i l'empresonaren. A la presó va contreure tuberculosi i va morir poc després de ser alliberat, al 2003. Fawzia Koofi va viure a Kabul amb les seues dues filles. El 2021 viu en l'exili.

## Autobiografia
El 2012 publicà el llibre autobiogràfic: The Favored Daughter: One Woman’s Fight to Lead Afghanistan into the Future (La filla afavorida: la lluita d'una dona per a portar l'Afganistan al futur), en què relata les seues memòries, escrites amb l'ajuda de Nadene Ghouri. Publicat originàriament amb el títol Letters to My Daughter (Cartes a la meua filla), aquesta edició la publicà al 2012 Palgrave Macmillan Publishers. El llibre narra la seua vida des de la infantesa, l'educació i la participació en la política, i hi ha correspondència a les seues dues filles.

### Sinopsi
La història abasta des del naixement de Fawzia fins al present, i la seua carrera política. Koofi comença el llibre amb una descripció de la família en què nasqué. Era la dinovena de vint-i-tres fills del seu pare, i la darrera dels fills de sa mare. La família practicava la poligínia, el pare de Fawzia s'havia casat amb set dones. Ella presenta el tema de l'opressió de les dones, que apareix al llarg de l'obra. Sa mare va quedar desolada en assabentar-se que havia donat a llum a una "pobra nena" en lloc d'un xiquet amb què podria haver recuperat l'afecte de l'espòs. Ella es nega a alimentar a Fawzia i el bebé es queda fora de casa al sol durant un dia complet, amb cremades de segon grau.
Durant la seua narració, Koofi també descriu les carreres polítiques del seu pare i avi, que influiran en molts dels seus punts de vista polítics. Sobretot, però, descriu al principi la vida quotidiana de sa casa quan era menuda. La mare de Fawzia, tot i ser la segona esposa, era l'“esposa principal” responsable de mantenir la llar en peus, en concret quan l'espòs era fora per afers polítics.
Koofi també hi descriu l'atmosfera política de l'Afganistan com a resultat de la presència de l'URSS. Havent combatut als soviètics, els mujahidins guanyen el control del país. Mentre el pare de Fawzia viatja a un centre polític, els mujahidins el maten. Poc després, els mujahidins intenten assassinar tota la família de Fawzia, i fan que ella i sa mare fugen de l'àrea controlada pels mujahidins, cap a Faizabad i després a Kabul. Els mujahidins acaben controlant tot l'Afganistan. A Kabul, Fawzia comença a assistir a l'escola, malgrat l'actitud social negativa cap a l'educació femenina. Per seguretat, també ha de començar a usar un burca fora de sa casa, cosa que fa amb molt de ressentiment.
Llavors, Fawzia s'assabenta de la mort del seu germà Muqim, i el relat canvia de to, es fa més fosc i més madur. Les violacions, les explosions i els trets són habituals i els carrers de Kabul són massa perillosos per a transitar amb seguretat. Així i tot, Fawzia es nega a deixar d'assistir a classes. Sa mare emmalalteix greument just quan Fawzia coneix el seu futur espòs, Hamid. Després, el sistema polític i social també canvia per la invasió dels talibans. El grup extremista comença a destruir la història, la cultura i l'educació d'Afganistan. Enderroquen escoles i museus i prohibeixen celebracions com ara bodes. Les dones tenen prohibit estudiar o treballar, i les colpegen si no duen burca. Eventualment, a les dones se'ls prohibeix fins i tot eixir de casa si no les acompanya un muharram o un parent sanguini masculí. Després de descriure els horribles actes dels talibans, Koofi comenta: "Tot això suposadament és en nom de Déu. Però no crec que aquestes fossen actes de Déu. Eren accions humanes. I estic segura que Déu se n'hauria anat plorant". Fawzia decideix traslladar-se a una província on un dels seus germans viu per a evitar els talibans.
Mentre és lluny de Kabul, els familiars d'Hamid demanen al germà de Fawzia, Mirshakay, el seu vistiplau al matrimoni. Malgrat la naturalesa escandalosa dels requisits del seu germà perquè es produeixi el compromís, Hamid i la seua família adquireixen els mitjans necessaris per a acomplir-ho. Fawzia fa el perillós viatge per a tornar a Kabul.
Fawzia intenta una celebració tradicional de noces afganeses mentre està sota la dura regla dels talibans. Una setmana després de la boda, els talibans envaeixen la nova llar de Fawzia i arresten el seu espòs a la recerca de Mirshakay, membre de la llista de persones buscades pel règim. Fawzia ajuda el seu germà a trobar un lloc per a amagar-se i troba a Hamid alliberat inesperadament. Més tard, Mirshakay planeja un viatge per a escapar d'Afganistan i refugiar-se al Pakistan. Els oficials talibans, però, arresten Mirshakay i Hamid. Fawzia aconsegueix alliberar-los i immediatament fugen al Pakistan. Hamid i Mirshakay contacten amb l'exiliat president d'Afganistan. Hamid, però, torna a ser arrestat pels talibans.
Passen tres mesos abans que Fawzia puga rescatar Hamid de la presó, i els dos viatgen de retorn a Faizabad. Fawzia dona a llum la seua primera filla; comença fer classes i queda embarassada per segona vegada. La carrera de Koofi aviat es recupera, i se li demana que participe en un projecte de recerca amb la Fundació per a la Infància. Això la duu a posicions en UNICEF i l'ONU, la seua carrera creix mentre lluita per conciliar-la amb la seua vida privada.
Les forces militars estatunidenques expulsen els talibans, però un poc més tard Hamid mor. Quan Afganistan fa les primeres eleccions democràtiques, Fawzia obté el permís de la seua família per a presentar-se com a membre del parlament. Aconsegueix l'escó i el lloc de vicepresidenta, un èxit inaudit abans per a una dona.
El llibre arriba acaba amb suggeriments de Koofi per a millorar la seua terra. Mira cap al futur i vol presentar-se a la presidència. "L'estatus d'"afavorida" de Koofi continua mentre es casa amb l'home que ella i la seua mare havien triat, treballa com a professora d'anglés, es converteix en la primera dona afganesa que treballa per a UNICEF a l'Afganistan, i guanya el suport de la seua família per a presentar-se per a un lloc en el nou parlament d'Afganistan".

## Publicacions
- Fawzia Koofi. Letters to My Daughters.  Canada: Douglas & Mcintyre, abril de 2011. ISBN 978-1-55365-876-4.
- Fawzia Koofi. The Favored Daughter: One Woman's Fight to Lead Afghanistan into the Future.  Estados Unidos: Palgrave Macmillan, 3 de gener de 2012. ISBN 978-0-230-12067-9.

## Premi
- 2021 Premi Casa Àsia en categoria de Diversitat i Desenvolupament sostenible.[20]